# ويتنى رايت
ويتنى رايت (بالإنجليزية: Whittni Wright)‏ هي ممثلة أمريكية، ولدت في 1987 بأوغستا في الولايات المتحدة.

## وصلات خارجية
- ويتنى رايت على موقع IMDb (الإنجليزية)
- ويتنى رايت على موقع ديسكوغز (الإنجليزية)
- ويتنى رايت على موقع قاعدة بيانات الفيلم (الإنجليزية)